# Nawel Tayech
Nawel Tayech, née à Enfida, est une femme politique tunisienne.

## Biographie
Elle obtient un baccalauréat en mathématiques au lycée secondaire d'Enfida en 2006 puis une maîtrise en gestion de l'Institut supérieur de commerce et de comptabilité de Bizerte en 2010.
Candidate lors des élections législatives de 2014 sous les couleurs de Nidaa Tounes, elle est élue députée à l'Assemblée des représentants du peuple dans la circonscription de Sousse. Elle y intègre la commission des affaires de la femme, de la famille, de l’enfance, de la jeunesse et des personnes âgées et la commission de la jeunesse, des affaires culturelles, de l'éducation et de la recherche scientifique.
En mars 2015, à l'occasion de la fête de la Femme à Sousse, elle est mise à l'honneur par le président d'Ennahdha, Rached Ghannouchi.